# Liste der israelischen Nobelpreisträger
Angeregt von Bertha von Suttner wird seit 1901 aus den Stiftungsgeldern des schwedischen Chemikers und Industriellen Alfred Nobel (1833–1896) der Nobelpreis finanziert. Folgende Israelis erhielten die Auszeichnung:

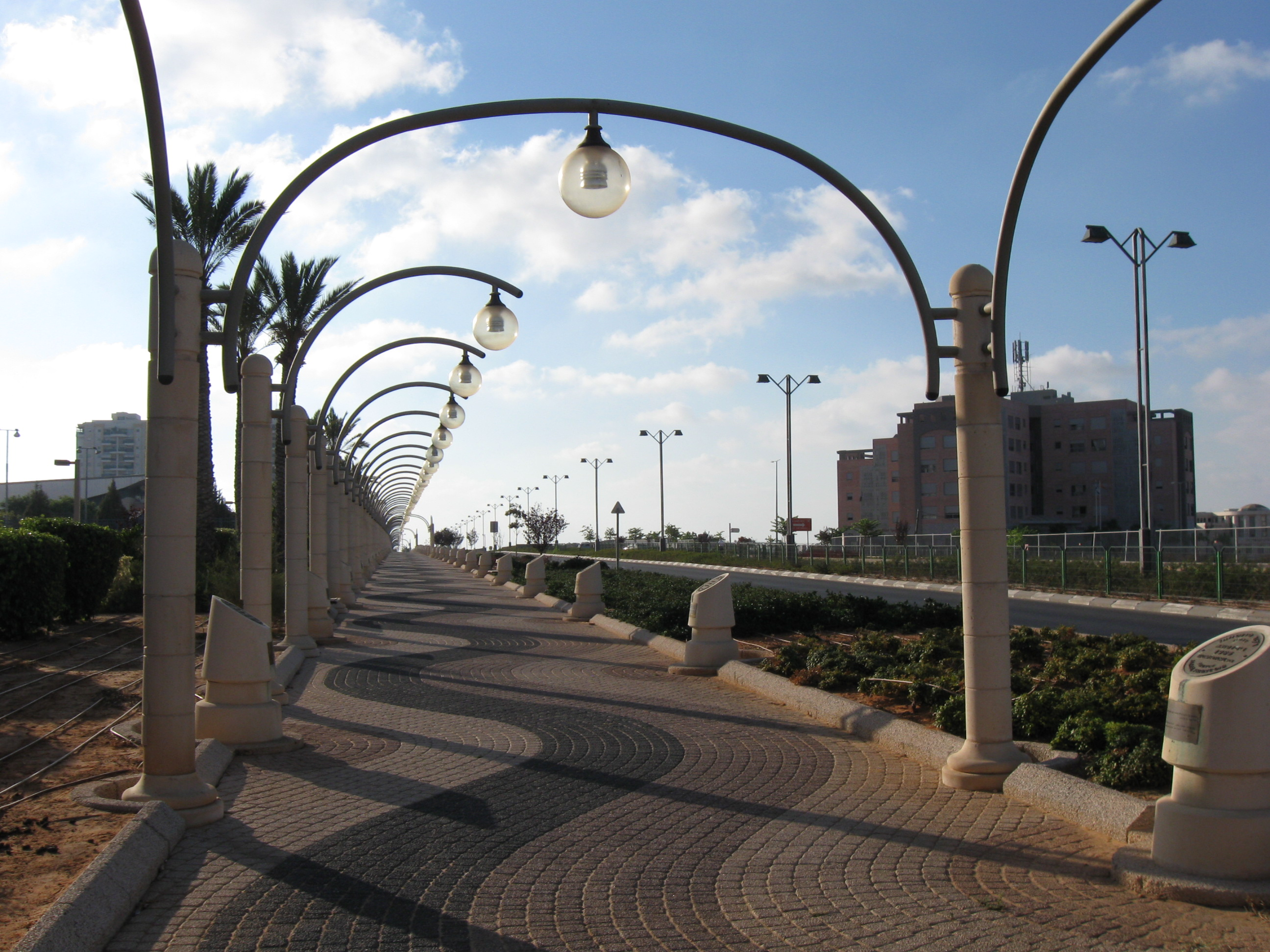
Promenade der 197 jüdischen Nobelpreisgewinner in Rischon LeZion (Israel, Stand 2017), darunter zwölf israelische Nobelpreisträger

## Friedensnobelpreis
- Menachem Begin 1978
- Schimon Peres 1994
- Jitzchak Rabin 1994

## Nobelpreis für Literatur
- Samuel Agnon 1966

## Nobelpreis für Chemie
- Aaron Ciechanover 2004
- Avram Hershko 2004
- Ada Yonath 2009
- Dan Shechtman 2011
- Michael Levitt 2013
- Arieh Warshel 2013

## Nobelpreis für Wirtschaftswissenschaften
→ Anmerkung: Der "Nobelpreis für Wirtschaftswissenschaften" wird nicht aus der Nobel-Stiftung, sondern von der schwedischen Notenbank finanziert.
- Daniel Kahneman 2002
- Robert Aumann 2005